# Гарнцарсько (Нижньосілезьке воєводство)
Гарнцарсько (пол. Garncarsko, нім. Marxdorf) — село в Польщі, у гміні Собутка Вроцлавського повіту Нижньосілезького воєводства.
Населення — 245 осіб (2011).

## Демографія
Демографічна структура станом на 31 березня 2011 року:
|          | Загалом | Допрацездатний вік | Працездатний вік | Постпрацездатний вік |
| -------- | ------- | ------------------ | ---------------- | -------------------- |
| Чоловіки | 124     | 31                 | 88               | 5                    |
| Жінки    | 121     | 22                 | 79               | 20                   |
| Разом    | 245     | 53                 | 167              | 25                   |